# Голубец, Иван Карпович
Ива́н Ка́рпович Голубе́ц (8 мая 1916, Таганрог, область Войска Донского — 25 марта 1942, Севастополь, Крымская АССР) — советский военный моряк, старший матрос-пограничник, участник Великой Отечественной войны. Участник обороны Севастополя 1941—1942 года. Герой Советского Союза (1942, посмертно).

## Биография
Родился 8 мая 1916 в Таганроге. Украинец. Учился в таганрогской школе № 2 (1925—1931, она именовалась Таганрогской фабрично-заводской девятилеткой № 2 при металлургическом заводе). С 1936 года работал в листопрокатном цехе Таганрогского металлургического завода.
В 1939 году окончил Балаклавскую морскую пограничную школу, служил во 2-м и 1-м Черноморских отрядах пограничных судов.
Участник Великой Отечественной войны с июня 1941 года. С первых дней обороны Севастополя катер, на котором служил Иван Голубец, входил в силы Севастопольского гарнизона.
К исходу марта 1942 года город-крепость Севастополь уже пять месяцев героически сражался, находясь в полной блокаде со стороны суши. 25 марта 1942 года в Стрелецкой бухте рулевого сторожевого катера «СК-0183» старшего матроса Голубца боцман по делам службы послал на берег. В это время противник стал обстреливать Стрелецкую бухту из дальнобойной артиллерии.

### Подвиг
Голубец увидел сторожевой катер «СК-0121», стоявший у пирса, которому осколки разорвавшегося снаряда пробили борт. Загорелись моторные отсеки. От осколков другого снаряда, попавшего в топливную цистерну, пламя охватило корабль. Возникла угроза взрыва запаса глубинных бомб на сторожевике и уничтожения судов, находящихся в бухте. Он бросился на горевший катер, сквозь бушующее пламя пробрался на корму и стал сбрасывать тяжёлые глубинные бомбы в море. Огонь разгорался всё сильнее и неотвратимо подползал к стеллажам, но за корму уже скатилась последняя 160-килограммовая глубинная бомба.
Однако на корабле оставалось ещё около 20 малых бомб, сбросить которые было легче. К этому времени и корму охватило пламя. Сознавая опасность, отважный моряк продолжал своё дело, пока не произошёл взрыв. Жертвуя собой, он спас десятки человеческих жизней и боевые катера.
Указом Президиума Верховного Совета СССР «О присвоении звания Героя Советского Союза начальствующему составу Военно-морского флота» от 14 июня 1942 года за «образцовое выполнение боевых заданий командования на фронте борьбы с немецкими захватчиками и проявленные при этом отвагу и геройство» удостоен посмертно звания Героя Советского Союза.

## Награды
- Орден Ленина[7]
- Орден Отечественной войны 1-й степени[7]
- Медаль «За оборону Одессы»
- Медаль «За оборону Севастополя»

## Память
- Улицы, носящие имя И. Голубца в городах:
  - Таганрог (с 1948 года)
  - Анапа
  - Севастополь
  - Канев
  - Симферополь
  - в селе ЛеплявоМорской тральщик пр.266М «Аквамарин» Иван Голубец в Южной бухте Севастополя.
- Суда, носящие имя И. Голубца:
  - Минный тральщик Радист Краснознамённой бригады ОВР Черноморского Флота с 2005 года Иван Голубец,
  - Большой автономный траулер-морозильник. Флаг — Украина, порт приписки — Севастополь,
  - Теплоход. Флаг — Украина. Феодосийский порт,
  - Буксир. Флаг — Россия. Таганрогский морской порт[8]
  - Танкер обеспечения — 10 ОБПСКР. г. Владивосток. Тихоокеанский пограничный округ
- Памятники:
  - В Анапе на территории Института береговой охраны ФСБ России
  - В Севастополе, на территории воинской части в Стрелецкой бухте
  - Бюст в Таганроге перед гимназией № 2 имени А. П. Чехова, в которой учился И. К. Голубец
  - Бюст в посёлке Новоозёрное в Крыму.
  - Памятная доска на улице Ивана Голубца д.103 в Анапе
- Локомотив:
  - Электровоз ВЛ 80С 776 имени И. Голубца
  - Тепловоз ТГМ4Б-1046 ОАО «ТАГМЕТ» имени И. Голубца
- Повесть
  - «Герой Советского Союза Иван Голубец», написанная писателем-маринистом Г. Н. Гайдовским, участником обороны Севастополя, в 1942 году корреспондентом газеты «Красный черноморец»

## Галерея
- Морской тральщик Черноморского флота «Иван Голубец»
- Мемориальный комплекс в посёлке Новоозёрное (Крым).
- Почтовый конверт СССР, 1974 год